# David Abbott (publicista)
David Abbott (11 de octubre de 1938 - 17 de mayo de 2014) fue un ejecutivo de publicidad británico que fundó Abbott Mead Vickers BBDO. 
Abbott se inició como redactor en Mather & Crowther y luego en DDB, Londres. En 1966, fue enviado a su oficina de Nueva York, y luego regresó a Londres como director. 
En 1971, fundó French Gold Abbott. En 1978, fundó Abbott Mead Vickers (AMV), manejó clientes como Volvo, Sainsbury's, Ikea, Chivas Regal, The Economist, Páginas Amarillas, y la RSPCA. En 1991, BBDO adquirió una participación en AMV y añadió su nombre.
El One Club of Art and Copy indujo a Abbott en su Salón Creativa de la Fama en 2001.